# Джон Корбетт
Джон Джозеф Корбетт-молодший (англ. John Joseph Corbett, Jr., народився 9 травня 1961 року) — американський актор. Відомий своєю роллю Ейдана, нареченого Керрі Бредшоу, в телесеріалі «Секс і Місто». Він також зіграв головну чоловічу роль у фільмі «Моє велике грецьке весілля» (2002). З 2009 до 2011 знімався у телесеріалі «Сполучені Штати Тари».

## Вибрана фільмографія
| Рік       | Фільм                                | Роль                | Примітки                      |
| --------- | ------------------------------------ | ------------------- | ----------------------------- |
| 1991      | Політ «Інтрудера»                    | Big Augie           |                               |
| 1993      | Тумстоун                             | Barnes              |                               |
| 1997      | Вулкан                               | Норман Колдер       |                               |
| 1998      | Хроніки Осіріса                      | Джастін Торп        | Телефільм                     |
| 2001      | Інтуїція                             | Lars Hammond        |                               |
| 2001-2002 | Секс і Місто (телесеріал)            | Ейдан Шоу           | телесеріал, 22 епізоди        |
| 2002      | Моє велике грецьке весілля           | Ян Міллер           |                               |
| 2004      | Піднести твій голос                  | Mr. Torvald         |                               |
| 2004      | Модна матуся                         | пастор Ден Паркер   |                               |
| 2004      | Елвіс залишив будівлю                | Miles Taylor        |                               |
| 2004      | Посланці                             | Burwell             |                               |
| 2008      | Королі вулиць                        | Демілл              |                               |
| 2008      | Пилаюча рівнина                      | Джон                |                               |
| 2009      | Сполучені Штати Тари                 | Max Gregson         | телесеріал                    |
| 2009      | Я ненавиджу День святого Валентина   | Ґреґ Гетлін         |                               |
| 2010      | Секс і місто 2                       | Ейдан Шоу           |                               |
| 2016      | Моє велике грецьке весілля 2         | Іен Міллер          |                               |
| 2018      | Усім хлопцям, яких я кохала раніше   | доктор Кові         |                               |
| 2019      | Синя безодня 2                       | Грант               |                               |
| 2019      | Скасувати                            | Лейтон Холлінгсворт |                               |
| 2020      | Усім хлопцям: P.S. Я досі вас кохаю  | доктор Кові         |                               |
| 2021      | Усім хлопцям: Завжди і назавжди      | доктор Кові         |                               |
| 2023      | Як я зустріла твого тата(телесеріал) | Роберт              | телесеріал,2 сезон 9-11 серії |